# 洪萬立
洪萬立（1487年—？年），字道充，四川成都府內江縣人。明朝官員。

## 生平
四川鄉試第二十二名舉人，正德十六年（1521年）辛巳科會試二百八名，第三甲第六十一名進士。曾任湖廣巴陵县知县。

## 家族
曾祖洪時中，祖洪縉，父洪尚舜，母黃氏；繼母李氏。具慶下。兄萬鼎；萬興；萬選；萬石，弟萬巷。